# Позивање на срамоту
Позивање на срамоту (лат. Argumentum ad verecundiam) је логичка грешка која настаје када се нека тврдња одбацује само зато што је износи неко ко није ауторитет или школован у области коју заступа, чак и уколико има доказе за своју тврдњу. Проблем код ове логичке грешке је то што ауторитет није битан за валидност неке тврдње, већ докази који се износе. Шта више, позивање на ауторитет је само по себи логичка грешка.

## Примери
- Можда ти мислиш да се дешава глобално загревање, али ти ниси метеоролог па да се уважи твоје питање.

Оваква констатација се често сусреће код људи који негирају глобално загревање, али није потребно да неко студира метеорологију, физику или било коју науку да би знао да се дешава глобално загревање. О томе се учи још у основној школи.
- Александар је археолог, а не биолог и зато не може говорити у дебати о еволуцији.

Овакве констатације се могу чути од креациониста који воле да дебатују са еволуционистима, иако и они сами нису биолози. Но, овде је направљена још једна грешка, а то је мишљење да доказе за еволуцију даје само биологија. Доказе даје археологија (биоархеологија постоји као дисциплина), геологија, генетика...